# Pohlia baronii
Pohlia baronii là một loài Rêu trong họ Bryaceae. Loài này được Wijk & Margad. miêu tả khoa học đầu tiên năm 1961.